# ダグ・マシス
ダグラス・アラン・マシス（Douglas Alan "Doug" Mathis, 1983年6月7日 - ）は、アリゾナ州フェニックス出身の元プロ野球選手（投手）、野球指導者。右投右打。

## 経歴

### プロ入り前
ショウロー高等学校1年時まで、アメリカンフットボールの選手でクォーターバックをしていたが、怪我などもあり野球に専念する。
2002年のMLBドラフト34巡目（全体1021位）でロサンゼルス・ドジャースから、2003年のMLBドラフト31巡目（全体926位）でシアトル・マリナーズから指名を受けるも、入団には至らなかった。

### プロ入りとレンジャーズ時代
2005年のMLBドラフト13巡目（全体399位）でテキサス・レンジャーズから指名され、プロ入り。
2008年5月12日にメジャーデビューを果たす。

### ジャイアンツ傘下時代
2011年1月5日にクリーブランド・インディアンスとマイナー契約を結ぶも、3月28日に自由契約となり、4月6日にサンフランシスコ・ジャイアンツとマイナー契約を結んだが、またも自由契約となった。

### アスレチックス傘下時代
2011年6月18日にオークランド・アスレチックスとマイナー契約を結んだ。傘下のAAA級サクラメント・リバーキャッツで4試合に先発登板して0勝1敗、防御率6.33、10奪三振を記録した。7月11日に自由契約となった。

### サムスン時代
2011年7月16日に、故障により退団したライアン・ガーコの代役として韓国プロ野球のサムスン・ライオンズに入団。同年限りで退団した。

### レッドソックス傘下時代
2011年12月11日にボストン・レッドソックスとマイナー契約を結んだ。
2012年は傘下のAAA級ポータケット・レッドソックスでプレーし、19試合（先発18試合）に登板して7勝6敗、防御率4.07、59奪三振を記録した。7月25日に自由契約となった。

### ロッテ時代
2012年7月27日に千葉ロッテマリーンズが獲得を発表した。8月11日のオリックス・バファローズ戦で初先発するも5回2/3を4失点で敗戦投手となった。オフの11月30日に球団から来季の契約を結ばないことが発表された。

### マーリンズ傘下時代
2013年1月3日にマイアミ・マーリンズとマイナー契約を結んだ。AAA級ニューオーリンズ・ゼファーズでプレーし、24試合（先発21試合）に登板して5勝8敗、防御率3.85、85奪三振を記録した。

### パイレーツ傘下時代
2013年8月18日に金銭トレードで、ピッツバーグ・パイレーツへ移籍した。傘下のAAA級インディアナポリス・インディアンスでプレーし、2試合に登板して0勝1敗、防御率7.50だった。オフの11月5日にFAとなった。

### レンジャーズ傘下時代
2013年12月12日にレンジャーズとマイナー契約を結んだ。
2014年はAAA級ラウンドロック・エクスプレスで2試合に登板したが、4月11日に自由契約となった。

### レイズ傘下時代
2014年4月15日にタンパベイ・レイズとマイナー契約を結んだ。

### 統一時代
2015年4月29日、統一セブンイレブン・ライオンズと契約して5勝を記録したが、シーズン途中の7月29日に自由契約となった。

### 現役引退後
2017年から2年間はマリナーズ傘下のA級クリントン・ランバーキングス、2019年にはトロント・ブルージェイズ傘下のAAA級バッファロー・バイソンズで投手コーチを務めた。
2020年シーズンに古巣のテキサス・レンジャーズのブルペンコーチに就任。2022年シーズン限りで退任した。

## 人物
趣味はゴルフで、ベストスコアは75。
サッカー好きであり、プレミアリーグのリヴァプールFCのファン。

## 詳細情報

### 年度別投手成績
| 年 度     | 球 団     | 登 板 | 先 発 | 完 投 | 完 封 | 無 四 球 | 勝 利 | 敗 戦 | セ 丨 ブ | ホ 丨 ル ド | 勝 率 | 打 者 | 投 球 回 | 被 安 打 | 被 本 塁 打 | 与 四 球 | 敬 遠 | 与 死 球 | 奪 三 振 | 暴 投 | ボ 丨 ク | 失 点 | 自 責 点 | 防 御 率 | W H I P |
| --------- | --------- | ----- | ----- | ----- | ----- | -------- | ----- | ----- | -------- | ----------- | ----- | ----- | -------- | -------- | ----------- | -------- | ----- | -------- | -------- | ----- | -------- | ----- | -------- | -------- | ------- |
| 2008      | TEX       | 8     | 4     | 0     | 0     | 0        | 2     | 1     | 0        | 0           | .667  | 112   | 22.1     | 37       | 3           | 14       | 2     | 0        | 9        | 1     | 0        | 20    | 17       | 6.85     | 2.28    |
| 2009      | TEX       | 24    | 2     | 0     | 0     | 0        | 0     | 1     | 1        | 1           | .000  | 172   | 42.2     | 39       | 4           | 10       | 0     | 2        | 25       | 0     | 0        | 17    | 15       | 3.16     | 1.15    |
| 2010      | TEX       | 13    | 0     | 0     | 0     | 0        | 1     | 1     | 0        | 0           | .500  | 100   | 22.1     | 30       | 7           | 11       | 0     | 0        | 10       | 0     | 0        | 15    | 15       | 6.04     | 1.84    |
| 2011      | 三星      | 10    | 9     | 0     | 0     | 0        | 5     | 2     | 0        | 0           | .714  | 272   | 64.1     | 59       | 1           | 34       | 1     | 0        | 32       | 3     | 0        | 19    | 18       | 2.52     | 1.45    |
| 2012      | ロッテ    | 6     | 6     | 0     | 0     | 0        | 1     | 4     | 0        | 0           | .200  | 124   | 26.1     | 41       | 2           | 8        | 2     | 0        | 14       | 1     | 2        | 19    | 19       | 6.49     | 1.88    |
| 2015      | 統一      | 11    | 11    | 0     | 0     | 0        | 5     | 5     | 0        | 0           | .500  | 277   | 60.1     | 80       | 3           | 22       | 0     | 0        | 37       | 0     | 0        | 33    | 27       | 4.03     | 1.69    |
| MLB：3年  | MLB：3年  | 45    | 6     | 0     | 0     | 0        | 3     | 3     | 1        | 1           | .500  | 384   | 87.1     | 106      | 14          | 35       | 2     | 2        | 44       | 1     | 0        | 52    | 47       | 4.84     | 1.61    |
| KBO：1年  | KBO：1年  | 10    | 9     | 0     | 0     | 0        | 5     | 2     | 0        | 0           | .714  | 272   | 64.1     | 59       | 1           | 34       | 1     | 0        | 32       | 3     | 0        | 19    | 18       | 2.52     | 1.45    |
| NPB：1年  | NPB：1年  | 6     | 6     | 0     | 0     | 0        | 1     | 4     | 0        | 0           | .200  | 124   | 26.1     | 41       | 2           | 8        | 2     | 0        | 14       | 1     | 2        | 19    | 19       | 6.49     | 1.88    |
| CPBL：1年 | CPBL：1年 | 11    | 11    | 0     | 0     | 0        | 5     | 5     | 0        | 0           | .500  | 277   | 60.1     | 80       | 3           | 22       | 0     | 0        | 37       | 0     | 0        | 33    | 27       | 4.03     | 1.69    |

### 記録
- 初登板・初先発：2012年8月11日、対オリックス・バファローズ16回戦（QVCマリンフィールド）、5回2/3を4失点で敗戦投手
- 初奪三振：同上、2回表に伊藤光から
- 初勝利・初先発勝利：2012年8月26日、対福岡ソフトバンクホークス20回戦（QVCマリンフィールド）、7回無失点

### 背番号
- 49（2008年 - 2009年途中）
- 52（2009年途中 - 2010年、2015年）
- 44（2011年）
- 36（2012年）
- 64（2020年）
- 71（2021年 - 2022年）